# Thermidarctia thirmida
Thermidarctia thirmida là một loài bướm đêm thuộc phân họ Arctiinae, họ Erebidae.